# 일본 농림수산성
농림수산성(일본어: 農林水産省 노린스이산쇼[*], The Ministry of Agriculture, Forestry and Fisheries, 약칭 : MAFF)은 일본의 행정조직이다.
경마를 감독하는 기능도 가지고 있어, 일부 경마대회의 정식 명칭에는 "농림수산성상전"이 붙어있는 경우도 있다.

## 설치 근거 및 소관 업무
| - 농림수산성설치법 제2조 | - 식료의 안정제공 확보 - 농림수산업의 발전 - 농림어업 종사자의 복지 증진 - 농산어촌 및 중산간 지역등의 진흥 - 농업의 다면에 걸친 기능 발휘 - 삼림의 보속배양 및 삼림생산력의 증진 - 수산자원의 적절한 보존 및 관리 |

## 연혁
- 1881년(메이지 14년) 4월 7일: 농상무성을 설치.
- 1925년(다이쇼 14년) 4월 1일: 농상무성을 분리하여, 농림성과 상공성을 설치.
- 1943년(쇼와 18년) 11월 1일: 농림성과 상공성을 통합하여, 농상성을 설치.
- 1945년(쇼와 20년) 8월 26일: 농상성을 농림성으로 개편.
- 1978년(쇼와 53년) 7월 5일: 농림성을 농림수산성으로 개편.

## 조직

### 간부
- 대신 1인
- 부대신 2인
- 대신정무관 2인
- 사무차관 1인
- 심의관 1인

### 내부부국
| - 총무과 - 정책과 - 비서과 - 문서과 - 예산과 - 경리과 - 후생과 - 지방과 - 평가개선과 - 식료안전보장과 - 환경정책과 | - 국제정책과 - 국제경제과 - 국제협력과 | - 관리과 - 경영·구조통계과 - 생산유통소비통계과 | - 조정과 - 검사과 | - 총무과 - 소비·안전정책과 - 표시·규격과 - 농산안전관리과 - 축수산안전관리과 - 식물방역과 - 동물위생과 | - 총무과 - 기획과 - 신사업창출과 - 산업연계과 - 바이오매스순환자원과 - 식품소매서비스과 - 식품제조도매과 |

| - 총무과 | - 농산기획과 - 곡물과 - 무역업무과 - 원예작물과 - 지역작물과 - 기술보급과 - 농업환경대책과 | - 축산기획과 - 축산진흥과 - 우유유제품과 - 식육계란과 - 경마감독과 | - 총무과 - 경영정책과 - 농지정책과 - 취농·여성과 - 협동조직과 - 금융조정과 - 보험과 |

| - 총무과 | - 농촌계획과 - 중산간지역진흥과 - 도시농촌교류과 - 농촌환경과 | - 설계과 - 토지개량기획과 - 수자원과 - 농지자원과 - 방재과 |

| - 농림물자규격조사회 | - 동물의약품검사소 - 농림수산연수소 - 농림수산정책연구소 | - 농림수산기술회의 |

| 지방지분부국 지방농정국 도호쿠농정국 간토농정국 호쿠리쿠농정국 도카이농정국 긴키농정국 주고쿠시코쿠농정국 규슈농정국 | - 임야청 - 수산청 |

## 같이 보기
- 농림수산대신
- 농림수산부대신
- 농림수산대신정무관
- 농림수산사무차관
- 농림수산심의관
- 대한민국 농림축산식품부